# 山口短期大学
山口短期大学（日语：／ Yamaguchi Tanki Daigaku *），简称山短（やまたん），是一所位于日本山口县防府市的私立短期大学。

## 概要

### 简介
- 短期大学成立于1967年[1]、由学校法人第二麻生学园经营。校园在山口县防府市。男女同校[2]

### 历史
- 1967年 山口工业短期大学成立并同时设置电讯学科[注 4]和电子学科[注 5]、由学校法人山阳电波学园[1]经营。今年11月经营主体变更为学校法人山口学园[1]。
- 1968年 儿童教育学科的源流成立[注 6][1]。
- 1969年 今年12月电子学科[注 5]改名为通信工程学科[注 1]
- 1978年 今年2月经营主体变更为第二麻生学园[1]。短期大学名变更为山口短期大学。
- 1981年 今年3月通信工程学科[注 1]停办。今年4月儿童教育学科含初等教育学专攻和幼儿教育学专攻增设[1]。
- 1988年 电子学科[注 5]改名为电子信息学科[注 7][1]。
- 2006年 电子信息学科[注 7]改名为信息媒体学科[注 3][1]。

### 宪章
- 请参看山口短期大学的标志 （页面存档备份，存于） （日語） 2013年11月25日阅览。

## 学校环境
- 校区：山口县防府市

## 历任校长
- 白井照雄：第一代短期大学校长[3]。
- 麻生隆史：现在短期大学校长[4]

## 組織

### 学科
- 通信工程学科[注 1][注 2]
- 信息媒体学科[注 3]
- 儿童教育学科
  - 初等教育学专攻
  - 幼儿教育学专攻

### 专科
| - 没有 |

#### 业余课程
| - 没有 |

### 附属学校
| - 附属幼儿园 - 附属广岛幼儿园 |

## 相关链接
- 日本短期大学列表
- 麻生福冈短期大学：已停办